# Chinonso Ukah
Chinonso Ukah es una comediante y actriz nigeriana, también conocida por su nombre artístico Nons Minaj o Ada Jesus.

## Biografía
Ukah nació el 27 de mayo de 1996 en el estado de Abia, Nigeria. Asistió a la Universidad Babcock donde estudió Administración Pública.

## Carrera
Participó en el programa de telerrealidad  Next Movie Star Nigeria, terminando como primera finalista. Debutó como actriz a mediados de 2015, protagonizando la película de terror "Quiet". Desde entonces ha participado en películas como Imperfect (2019) Pandora's Box (2020), Our Wife (2019), The Third Wheel (2021) y Hustle (2021).
También obtuvo reconocimiento como comediante por sus parodias en redes sociales.
En algunas de sus parodias se han presentado celebridades nollywoodenses como Kanayo. O. Kanayo, Don Jazzy y Peruzzi.

## Filmografía seleccionada
- Quiet (2015)
- Baby Palaver (2018)[23]
- Sex is Not The Answer (2018)
- Cooked-Up Love (2018)
- Imperfect (2019)
- Our Wife (2019)[24]
- The Alter Date (2019)[25]
- Time and Chance (2019)
- Her Mother's Man (2019)
- Different Strokes (2019)
- Truth or Dead (2019)
- Pandora's Box (2020)[26][27]
- The Third Wheel (2021)[28]
- Hustle (2021)[29][30]
- The Miracle Centre (2020)[31][32]